# Sandiz
A Sandiz foi uma loja de departamentos que pertenceu ao Grupo Pão de Açúcar até 1987, quando foi vendida ao grupo holandês Susa, que é ligado ao grupo Vendex (tinha empresas no Brasil como Sears, Dillars, Drogasil e Ultralar). Encerrou suas atividades no inicio da década de 1990.
A Sandiz representava 4,7% do faturamento da Companhia Brasileira de Distribuição, parte do grupo Pão de Açúcar - que atua em outros negócios. A venda da rede de Lojas Sandiz se justificou pelo baixo faturamento dentro do grupo e a falta de possibilidades de expansão do negócio; inviabilizado quando a Sears, rede americana de lojas de departamentos, não pôde ser adquirida pelo Grupo Pão de Açúcar, por volta de 1983 - A Sears acabou sendo vendida ao grupo holandês Susa, que mais tarde compraria a Sandiz.
A Sandiz possuía filiais em: Campinas (SP),
Niterói (RJ),
Brasília (DF),
Guarujá (SP),
Salvador (BA), no Shopping do Méier, no
Rio de Janeiro (RJ), no Shopping Center Norte, Rua Augusta, Rua Bela Cintra e no Shopping Morumbi em
São Paulo (SP), no Shopping Iguatemi em Porto Alegre (RS) e em Salvador (BA), entre outras.

## Referência
- Transcrição da Entrevista do empresário Abílio Diniz ao programa Roda Viva, da TV Cultura, em 1987.